# Ulianovsk

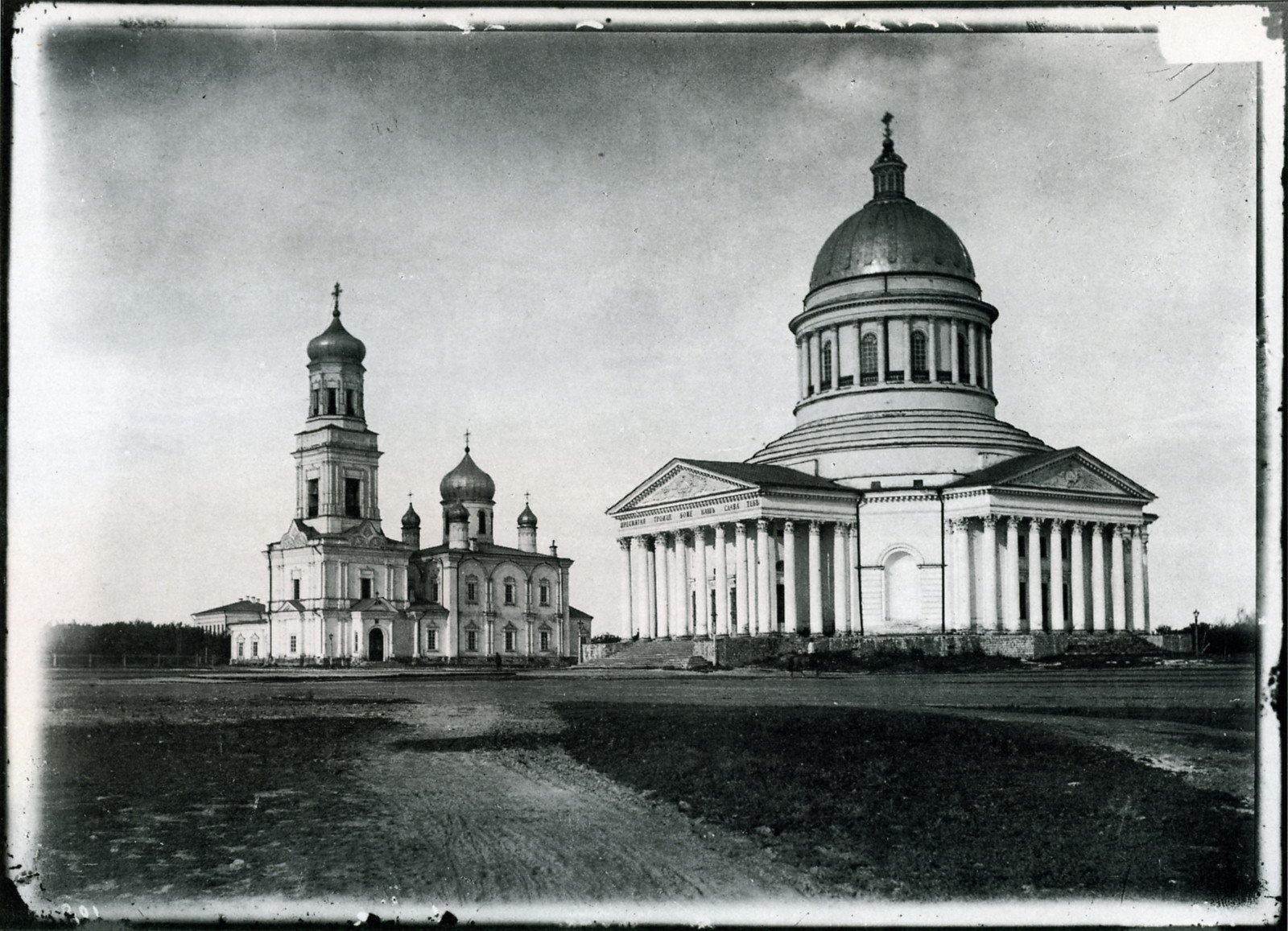
A cidade em 1900

Ulianovsk (em russo:  Ульяновск) é uma cidade da Rússia, capital da província homônima. Localiza-se no centro da Rússia europeia, nas margens do rio Volga. Tem cerca de 695 mil habitantes. Foi fundada em 1648 com a designação de Simbirsk. Em 1924 passou a designar-se Ulianovsk em homenagem a Lenin, revolucionário russo, cujo nome era Vladimir Ilitch Uliánov, nascido nesta cidade.

## Esporte
A cidade de Ulianovsk é a sede do Estádio Trud e do FC Volga Ulianovsk, que participa do Campeonato Russo de Futebol.
Há uma arena coberta para bandy, e uma ao ar livre. Foi sediando o Campeonato Mundial em 2016. 